# Крастов кърлеж
Sarcoptes scabiei е микроскопичен кърлеж, причиняващ заболяването краста.

## Описание
Кърлежът е жълто-бял на цвят. Мъжкият е с размери 0,23 mm дължина и 0,19 mm ширина, женските са до 0,45 mm дълги и 0,35 mm широки. Яйцата им са с размери 0,14 mm.

## Начин на живот и размножаване
Кърлежът живее в нежните места на кожата, между пръстите на ръцете, вътрешната страна на ръцете, корема, хранейки се с клетките ѝ. Причинява силен сърбеж и разраняване на кожата. Заразяването става при допир, ползване на необеззаразени дрехи и бельо. За предпазването от заразяване е необходимо поддържане на добра лична хигиена.